# Trades Union Congress
Il Trades Union Congress (TUC; in italiano Federazione Sindacale) è una confederazione che unisce i sindacati del Regno Unito. Sono 58 i sindacati che vi sono affiliati in rappresentanza di circa 6.2 milioni di iscritti, di cui circa la metà sono rappresentati dagli iscritti all'Unite e all'UNISON, i maggiori sindacati inglesi.
L'organo decisionale del TUC è il suo congresso che si tiene annualmente in settembre. Nel periodo fra un congresso e l'altro le decisioni sono prese dal Consiglio Generale che si riunisce ogni due mesi. Un Comitato Esecutivo è eletto dal consiglio fra i suoi membri. Il funzionario più alto del TUC è il suo segretario generale.

## Storia

### Albori
Il TUC fu fondato nel 1868. La United Kingdom Alliance of Organised Trades, fondata a Sheffield nel 1866, fu l'immediato precursore del TUC, nonostante gli sforzi di creare un organismo a livello regionale e nazionale datassero fino a quarant'anni prima. Nel 1822, John Gast formò il "Comitato delle Classi Utili" (Committee of the Useful Classes), a volte descritto come un primo consiglio nazionale.  Tuttavia, il primo consesso del TUC non si tenne fino al 1868 quando il Consiglio dei Mestieri di Manchester e Salford convocò il congresso dell'Istituto della Meccanica di Manchester.
Il fatto che il TUC fu fondato da Trade Union Councils (consigli sindacali) del nord dell'Inghilterra non è casuale. Una delle questioni che hanno spinto questa iniziativa è stata la percezione che il London Trades Council (costituito nel 1860 e tra cui militavano, a causa della sua posizione geografica, molti dei leader sindacali più importanti del tempo) assumesse un ruolo dominante per tutto il movimento sindacale. Nel 1888 Clementina Black, segretaria onoraria della Lega sindacalista femminile (Women’s Trade Union League), promosse presso la TUC una petizione per una paga equa per le donne.
A partire dal congresso del 1897, fu presa la decisione di adottare una struttura più centralizzata che consentisse un approccio più diretto per contrastare i datori di lavoro e persino per realizzare una società ad impronta più socialista.

### Coabitazione con il GFTU
Il risultato fu la nascita nel 1899 della General Federation of Trade Unions (GFTU) (Federazione generale dei sindacati). 
Per alcuni anni non fu chiaro chi fra il GFTU o il TUC sarebbe emerso come la federazione nazionale dei sindacati inglesi. Per qualche tempo entrambe sono state riconosciute come tali dalle altre organizzazioni gemelle in altri paesi. 
Presto i sindacati maggiori conversero sul fatto che il TUC dovesse assumere un ruolo guida e che questo sarebbe stato la federazione nazionale dei lavoratori nel Regno Unito. 
Il GFTU continuò ad esistere e rimane a tutt'oggi una federazione di sindacati minori che forniscono servizi comuni e ausiliari per i loro membri (in particolare servizi formativi ed istruttivi).

### Partito Laburista
Il TUC, verso la fine del XIX secolo, è stato l'organismo che ha avviato il Labour Representation Committee  da cui in seguito nascerà il Partito Laburista (British Labour Party). Ancora oggi la maggioranza dei sindacati affiliati al TUC fanno anche parte del partito Laburista, ma formalmente non c'è legame diretto tra il TUC e il partito. 

### Accentramento
Appena il TUC ampliò e formalizzò il suo ruolo di "stato maggiore generale del movimento operaio" assorbì i trades union councils che gli avevano dato i natali, diventando l'organo che autorizza queste sezioni locali a parlare per conto del più ampio movimento sindacale a livello locale e di contea.
Così, poiché il TUC divenne sempre più burocratizzato e centralizzato, i trades councils (spesso guidati da militanti comunisti) si sono trovati ad essere soggetti a restrizioni politiche e a purghe (in particolare durante le varie campagne anti-comuniste) e a veder minimizzato il loro ruolo venendo emarginati. In alcune zone (in particolare a Londra e nel sud-est dell'Inghilterra), i consigli regionali del TUC (diretti da funzionari pagati dai sindacati) effettivamente hanno assunto il ruolo del County Associations of Trades Councils. Funzionari pagati dal sindacato hanno sostituito membri che in origine venivano eletti come rappresentanti del movimento sindacale a livello provinciale e regionale. Verso la fine del XX secolo i locali Trades Councils and County Associations of Trades Councils divennero così deboli ed inefficaci che molti semplicemente si dissolsero.

## Curiosità
- Non tutti i sindacati regionali furono "fagocitati" dal TUC. Lo Scottish Trades Union Congress, nato nel 1897, non aderisce al TUC ma è un'organizzazione scozzese separata ed autonoma.
- I sindacati delle forze di polizia inglesi non possono affiliarsi al TUC per legge.[4]
- Il fondatore dei cracker Tuc si è ispirato alla sigla della confederazione per dare il nome ai suoi snack.
- L'abbreviazione TUC è stata di ispirazione per la